# Randy Levine
Randy Lewis Levine (Brooklyn, 22 de febrero de 1955) es un abogado estadounidense. Desde el 2000, se desempeña como presidente de los Yankees de Nueva York.

## Primeros años
Levine es hijo de Isaac Levine y Arlene L. Rosenfeld.
Obtuvo una Licenciatura en Artes de la Universidad George Washington en 1977 y un Doctorado en Derecho de la Facultad de Derecho de la Universidad Hofstra en 1980. Levine es miembro de la Junta Directiva de la Universidad George Washington y miembro del Colegio de Abogados de Nueva York. Randy se graduó en 1973 de Oceanside High School en el condado de Nassau, en Long Island, donde jugó fútbol americano universitario.

## Carrera
Levine se desempeñó como fiscal general adjunto principal en el Departamento de Justicia de los Estados Unidos durante la administración Reagan. Renunció en 1988.
Después de cinco años en la práctica privada, se desempeñó como Comisionado Laboral de la Ciudad de Nueva York entre 1994 y 1995.
Fue el principal negociador laboral de las Grandes Ligas de Béisbol y negoció el acuerdo laboral de la MLB de 1996.
Dejó las Grandes Ligas de Béisbol para convertirse en vicealcalde de Desarrollo Económico, Planificación y Administración de la Ciudad de Nueva York de 1997 a 2000. En enero de 2000, anunció su renuncia a la administración de Rudy Giuliani, citando un regreso a la práctica privada; fue nombrado presidente de los Yankees al día siguiente.

### Presidente de los Yankees de Nueva York
Desde la temporada 2000, Levine se ha desempeñado como presidente de los Yankees. Durante su mandato, el equipo ha ganado campeonatos de la Serie Mundial en el 2000 y 2009.
En 2007, fue incluido en la lista de BusinessWeek de las 100 personas más influyentes en el deporte, ubicándose en el puesto 77.

### AC Milan
El 21 de enero de 2023, RedBird Capital anunció que Levine se uniría a la junta directiva del AC Milan.